# Cwmdu and District
Cwmdu and District eller Llanfihangel Cwmdu with Bwlch and Cathedine är en community i Storbritannien.   Den ligger i kommunen Powys och riksdelen Wales, i den södra delen av landet, 220 km väster om huvudstaden London.
Communityn består av byarna Llanfihangel Cwmdu, Bwlch och Tretower samt omgivande landsbygd. Trots att Cathedine ingår i communityns namn så ligger byn Cathedine i Llangors community.